# Фамозният килим
„Фамозният килим“ е български игрален филм (филмова реклама-приказка) от 1933 година, сценарий и режисура Васил Бакърджиев. Оператор е Симеон Симеонов.

## Сюжет
Вещицата гадае бъдещето на принц Ахмед. Чрез вълшебния си кристал тя вижда, че най-хубавата принцеса на земята спи омагьосана в далечен замък. Научил, че до красавицата може да се стигне само с помощта на вълшебното килимче, принцът тръгва да го търси. Намира и купува килимчето от един вехтошар, който и не подозира за вълшебните му качества. Ахмед произнася заклинанието, килимчето хвръква и го отнася в замъка. Там той целува принцесата и тя се събужда. Двамата отлитат на вълшебното килимче към щастието си, което се оказва, че дължат на... килимарската фабрика „Оханес-Томаян“ – Панагюрище.

## Любопитно
Симеон Симеонов – оператор във филма реализира първите комбинирани снимки в българското игрално кино.

## Състав

### Актьорски състав
| Роля        | Изпълнител       |
| ----------- | ---------------- |
| принц Ахмед | Владимир Стоянов |
| вещицата    | Стефка Станчева  |
| принцесата  | Мелина дел Юрзо  |

### Творчески и технически екип
| Режисьор           | Васил Бакърджиев    |
| Сценарист          | Васил Бакърджиев    |
| Оператор           | Симеон Симеонов     |
| Комбинирани снимки | Симеон Симеонов     |
| Костюми и реквизит | Кооперативен театър |